# Tacuhiko Seta
Tacuhiko Seta (japonsko 瀬田 龍彦), japonski nogometaš, 15. januar 1952.
Za japonsko reprezentanco je odigral 25 uradnih tekem.